# احمدآباد لیقلی (هریس)
احمدآباد لیقلی یکی از روستاهای استان آذربایجان شرقی است که در دهستان بدوستان غربی بخش خواجه شهرستان هریس واقع شده‌است.